# 泰尔姆 (奥德省)
泰尔姆（法語：Termes，法語發音：[tɛʁm] ⓘ）是法国奥德省的一个市镇，位于该省中部，属于卡尔卡松区。

## 地理
泰尔姆（43°0'1"N, 2°33'45"E）面积18.63 平方千米，位于法国奧克西塔尼大區奥德省，该省份为法国南部沿海省份，北起塔恩省，西北接上加龙省，西接阿列日省，南至东比利牛斯省，东临地中海，东北与埃罗省接壤。
与泰尔姆接壤的市镇（或旧市镇、城区）包括：费利讷泰尔默内斯、拉罗克德法、穆图梅、圣马丹德皮、维涅维埃耶、泰尔默内斯红城。

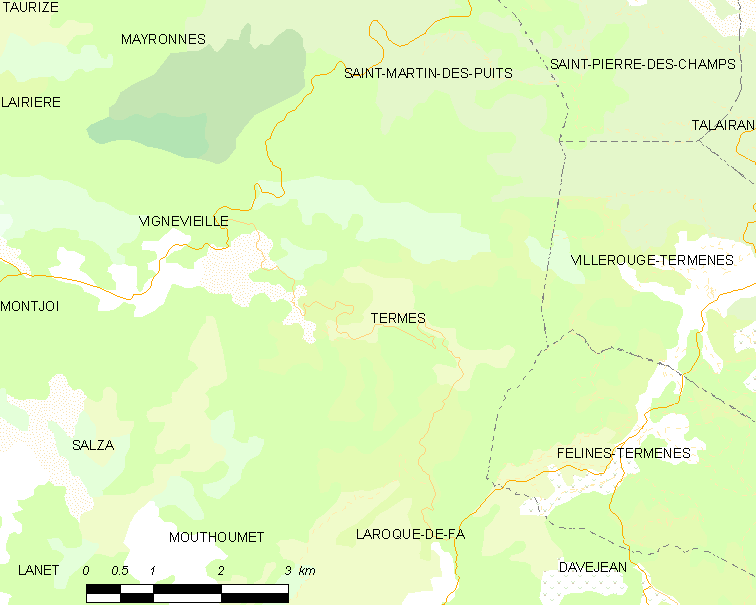
的OSM定位图

泰尔姆的时区为UTC+01:00、UTC+02:00（夏令时）。

## 行政
泰尔姆的邮政编码为11330，INSEE市镇编码为11388。

## 政治
泰尔姆所属的省级选区为莱科比耶尔县。

## 人口

1962-2008年间人口变化图示

泰尔姆于2022年1月1日时的人口数量为49人。